# Contralto
Termenul de contralto (pronunție în italiană [konˈtralto]) se referă la un tip de voce feminină a unei cântărețe din muzica clasică, și nu numai, a cărei întindere vocală corespunde registrului grav (cel mai de jos).
Întinderea vocală a unei contraltiste este un fenomen rar întâlnit, similar cu cel al vocii de mezzosoprano, și șocant de similar (dar nu identic) cu întinderea vocală a unui contratenor. 
În cazul vocilor bărbătești, vocea de contratenor este numită contratenorul alto (și nu altist), iar ambitus acestei voci aproape corespunde celui de altistă, fiind deplasat cu câteva semitonuri spre registrul acut.
Vocile de tip contralto sunt mai departe diferențiate, după analizarea lor atentă, în contraltiste de coloratură, lirice și dramatice.

## Istoric
Termenul de contralto se referă numai la vocile feminine, în special implicate în muzica clasică și de operă, întrucât celelalte genuri muzicale au categorizări de o altă natură. Vocile masculine similare se numesc voci de contratenor.
Este important de subliniat că termenii italieni de contralto și alto nu sunt sinonimi, termenul de alto desemnând un ambitus (registru vocal) din muzica corală, fără considerarea factorilor de tessitură, timbru vocal, facilitate vocală și greutate vocală.

## Tip de voce

Întinderea vocală a regimului vocal contralto (în verde) și limitele acesteia (în galben).

Contraltistele au cea mai joasă întindere vocală a vocii umane feminine, cu cea mai joasă tesitură.
Această întindere vocală este cuprins între cea de tenor și cea de mezzosoprană. Deși tenorii, baritonii și bașii sunt cântăreți, unele femei pot cânta atât de jos, anumite părți muzicale, dar cu un timbru diferit și cu o textură diferită.
Din păcate, din cauza necunoașterii termenilor, aceste cântărețe sunt numite uneori, total incorect, ca „femei tenor”, „femei bariton”, „femei bas” sau „androgine”. De fapt, acești termeni sunt derogatorii, făcând parte dintr-un jargon neclar și neprofesional. Terminologia corectă, care are trebui aplicată în aceste cazuri ar fi contralto profundo (pentru voci feminine de tip tenor) și contralto basso ori oktavistka (pentru voci feminine de tip bariton), dar acești termeni nu sunt tradițional folosiți.
Printre cele mai cunoscute contraltiste care pot cânta în registrul echivalent de tenor și bariton se numără și suedeza Zarah Leander, englezoaica Ruby Helder, și bavareza Bally Prell.